# 马店镇 (霍邱县)
马店镇，是中华人民共和国安徽省六安市霍邱县下辖的一个乡镇级行政单位。

## 行政区划
马店镇下辖以下地区：
水圩村、五岗村、溜山村、泉水村、李西圩村、马井村、鞍东村、张井村、茶庵村、金田村、四平山村和龙潭湖村。